# Galaktická rovina

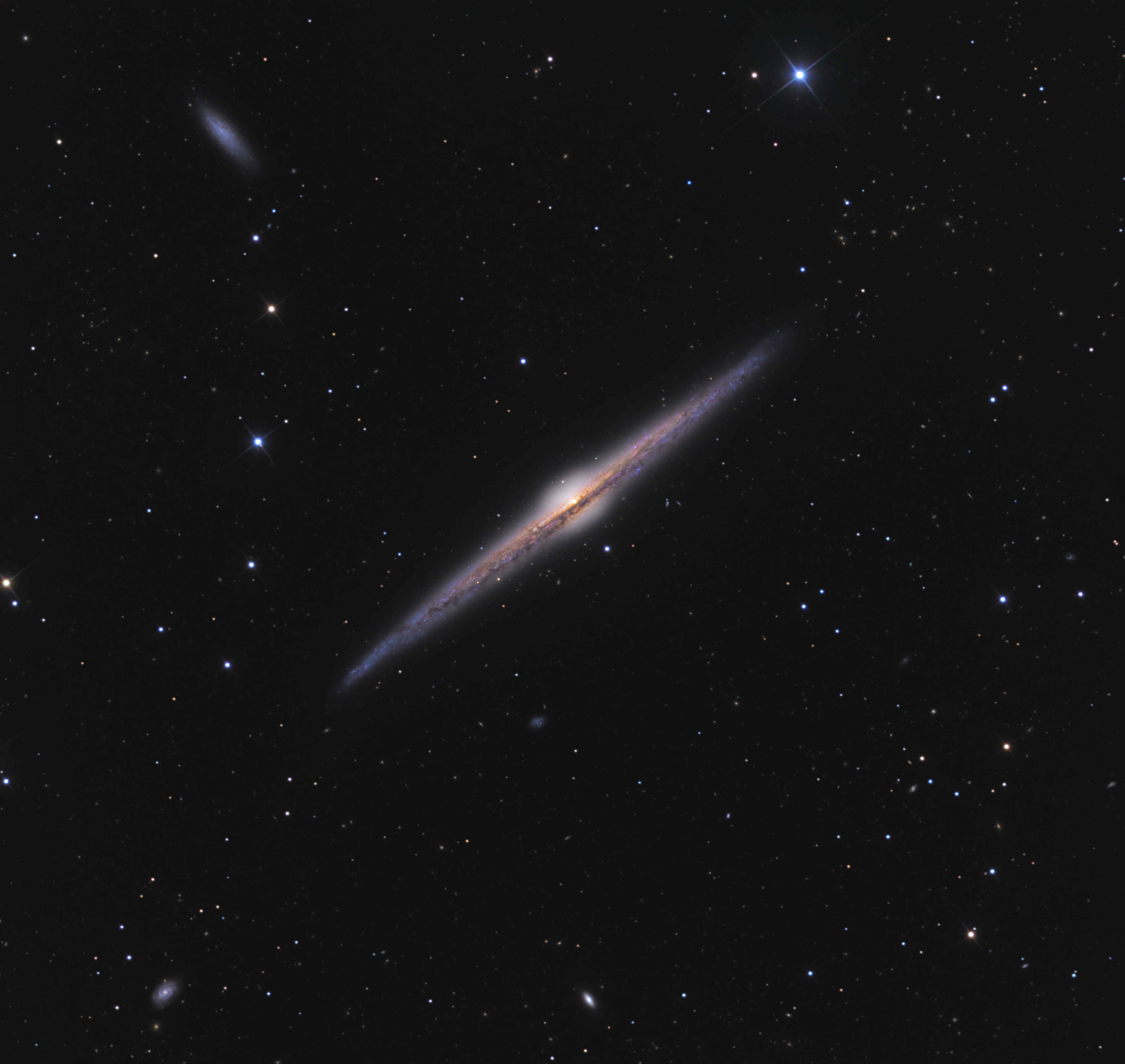
Galaxie NGC 4565 s viditelnou galaktickou rovinou

Galaktická rovina je rovina, v níž se nachází většina hmoty galaxie ve tvaru disku. Kolmý směr vzhledem ke galaktické rovině ukazuje na galaktické póly. Nejčastěji jsou myšleny termíny „galaktická rovina“ a „galaktický pól“ ve spojení s naší Galaxií.
Některé galaxie mají nepravidelný tvar a tak nemají dobře danou galaktickou rovinu. I u některých galaxií s galaktickou příčkou se galaktická rovina těžko definuje kvůli vypouklému tvaru ve středu galaxie. V roce 1959 Mezinárodní astronomická unie definovala severní pól Mléčné dráhy v souhvězdí Vlasů Bereniky a její jižní pól v souhvězdí Sochaře.